# Je suis resté un enfant de chœur
Je suis resté un enfant de chœur est une œuvre autobiographique de Georges Simenon publiée pour la première fois en mars 1979 aux Presses de la Cité.
L'œuvre est dictée par Simenon à Lausanne (Vaud), 12 avenue des Figuiers, du 17 mars au 14 juin 1977, et révisée du 4 au 6 juillet 1977.
Elle fait partie de ses Dictées.